# Trois Années (film)
Pour la nouvelle, voir Trois Années.
Pour plus de détails, voir Fiche technique et Distribution.
Trois Années est un film français réalisé par Fabrice Cazeneuve, sorti en 1990.

## Fiche technique
- Titre : Trois Années
- Réalisation : Fabrice Cazeneuve
- Scénario : Fabrice Cazeneuve et Jacques Tournier, d'après la nouvelle d'Anton Tchekhov
- Photographie : Pierre-Laurent Chenieux
- Son : Dominique Vieillard
- Décors : Jimmy Vansteenkiste
- Costumes : Cécile Balme
- Musique : Michel Portal
- Montage : Yann Dedet
- Production : Mod Films - TF1 Films
- Tournage : du 16 octobre au 13 décembre 1989
- Pays :  France
- Genre : comédie dramatique
- Durée : 93 minutes
- Dates de sortie : 
  -  France, 29 août 1990

## Distribution
- Sabine Azéma : Julia
- Jacques Villeret : Alexandre
- Philippe Volter : Constantin
- Lucas Belvaux : Pilou
- Zouc : Nina
- Claude Bouchery : Dr Poncenot
- Christiane Cohendy : Pauline
- Jean-Marie Winling : Grégoire, mari de Nina, beau-frère d’Alexandre
- Philippe Morier-Genoud : Edgar, frère d’Alexandre
- Gérard Dauzat : le comptable
- Marilyne Even : Nini
- Jean Roquel : Pierre
- Max Roire : M. Guillermen, le père d’Alexandre